# Амбражунас, Пётр Иосифович
Петр Иосифович Амбражунас (24 января 1892, с. Грумшли, Биржинская волость, Паневежский уезд, Ковенская губерния, Российская империя, ныне Биржайский район — 7 мая 1938, Минск) — белорусский советский государственный деятель.
В 1938 году был расстрелян по обвинению в участии в террористической организации. Посмертно реабилитирован в 1957 году.

## Биография
Родился в 1892 году в семье литовских крестьян. Получил начальное образование.
В 1913 году был мобилизован в армию. Во время Первой мировой войны служил артиллеристом. Участвовал в боях в районе Галиции, где был контужен, ранен и подвергся отравлению газами.
После Февральской революции 1917 года стал членом бригадных и дивизионных солдатских комитетов. После Октябрьской революции входил в состав военно-революционных комитетов (ВРК) на уровне бригады и дивизии, командовал дивизионом.
С февраля по май 1918 года находился в немецком плену. После освобождения участвовал в |подпольной борьбе против немецких интервентов и контрреволюционных групп.
После падения Советской власти в Литве в июле 1919 года был назначен председателем Мирского волостного военно-революционного комитета Новоруздского уезда.
С сентября 1919 года служил в продовольственных органах Смоленской губернии и Западного фронта, работал в Борисовской и Минской районных продовольственных комиссиях. В 1921—1922 годах занимал должность минского уездного продовольственного комиссара.
С 1923 года — председатель Минского уездного исполнительного комитета, с июля 1924 года — председатель Оршанского, а с июля 1928 года — Гомельского окружных исполкомов.
С сентября 1930 года занимал пост заместителя председателя Высшего совета народного хозяйства БССР. В марте 1934 года назначен народным комиссаром, а в октябре того же года — заместителем наркома коммунального хозяйства БССР.
С 1934 по 1937 год возглавлял правление Союза архитекторов БССР.
Был членом Центрального исполнительного комитета БССР в 1924—1937 годах, кандидатом в члены Президиума ЦИК БССР в 1929—1931 и 1935—1937 годах.
3 июля 1937 года арестован Военной коллегией Верховного суда СССР по обвинению в участии в террористической организации. 20 декабря 1937 года приговорён к расстрелу с конфискацией имущества. Расстрелян 7 мая 1938 года. Реабилитирован 2 апреля 1957 года.